# Антіведуто Граматіка

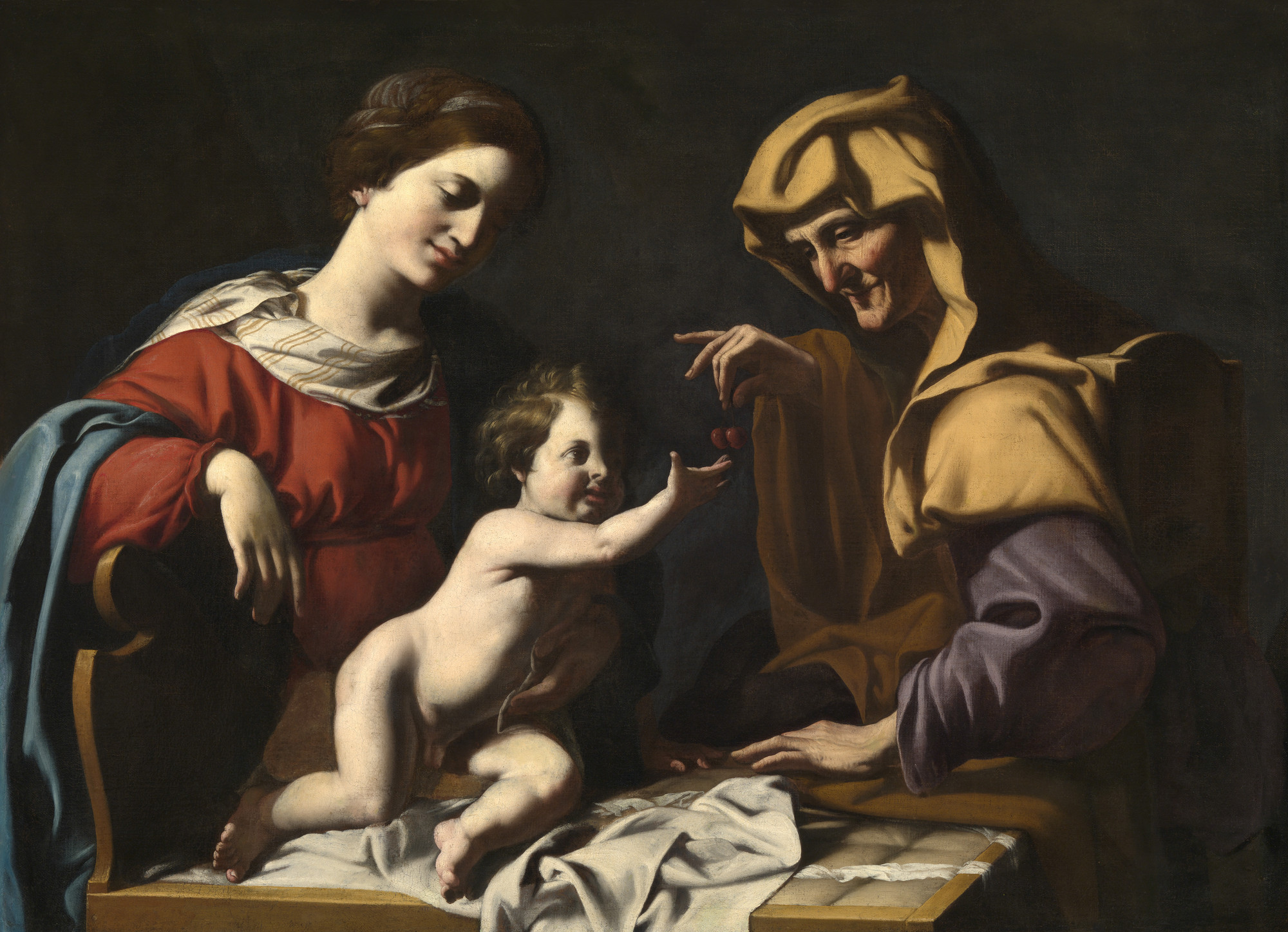
«Мадонна з немовлям і св. Анною», 1614—1617. Художня галерея і музей Келвінгроув, Глазго

Антіведу́то Грама́тіка (також Грамма́тіка; італ. Antiveduto Gramatica; 1571, Рим — 1626, там само) — італійський живописець.

## Біографія
Народився у Римі. За свідченнями Джованні Бальйоне, своє ім'я («Антіведуто» — «передбачуваний») художник отримав завдяки тому, що батько чекав його скорішого народження, коли знаходився на шляху між Сієною і Римом.
Рим став головним містом у житті й кар'єрі художника. Антіведуто був охрещений, тут навчався під керівництвом художника Джованні Доменіко Анджеліні, який навчав його мистецтва мініатюри. За свідченнями сучасників, він мав прізвисько «Велика голова», оскільки спеціалізувався на зображенні голів славетних сучасників. Художник П'єтро Беллорі згадує про те, що впродовж декількох місяців у його майстерні працював Караваджо, вплив живописної манери якого помітний у деяких роботах Граматіки. Обидва художники творили під покровительством кардинала Франческо Марії дель Монте і маркіза Вінченцо Джустініані.
В 1593 році Граматіка став членом римської академії св. Луки, а в 1624 році очолив її. Упродовж своєї творчої кар'єри майстер мав багато замовлень від приватних клієнтів у Римі, а також в Іспанії.
Художник помер у Римі 1626 року.